# Драгиша Живковић
Драгиша Живковић (Зајечар, 13. август 1914 — Нови Сад, мај 2002) био је српски историчар и теоретичар књижевности и универзитетски професор. Живковић је био дугогодишњи професор новосадског Филозофског факултета на коме је предавао теорију књижевности и српску књижевност 19. века.

## Биографија
Научни рад започео је на Универзитету у Београду, затим прелази у Сарајево, а од 1962. је у Новом Саду где наредне године добија звање редовног професора. На Катедри за југословенску књижевност предавао је теорију књижевности и српску књижевност 19. века. Држао је специјалне курсеве на постдипломским књижевним студијама.
Свој научни приступ проучавању књижевности градио је на равнотежи теоријског и историјског мишљења. У средиште пажње стављао је само дело. Његова “Теорија књижевности”, више од четири деценије био је главни приручник за увођење у студије књижевности. У области историје књижевности критички се бавио литературом наших писаца углавном 19. века, приређујући и њихова дела за штампу.
Српску књижевност осветлио је компаратистички у вишетомном капиталном делу “Европски оквири српске књижевности”. У својим раним радовима бавио се историјом српске књижевне критике у 19. веку.
По оцени критике, изградивши класичне обрасце модерног проучавања књижевности проф. Живковић је дао незаобилазне прилоге обнови књижевне историје код Срба након кризе позитивистичког модела истраживања.
Значајне активности остварио је и у Матици српској као члан Одељења за књижевност и језик, Управног одбора, уредништва Летописа и као главни и одговорни уредник Зборника за књижевност и језик од 1979. до 1994. године.

## Награде
- Награда за животно дело ДКВ, 1990.[2]
- Награда „Младен Лесковац”, за научну монографију Лаза Костић – песник XX века, 1993.[2]
- Награда „Станислав Винавер”, за научну монографију Европски оквири српске књижевности, 1995.[2]
- Просветина награда, за научну монографију Европски оквири српске књижевности, 1998.
- Вукова награда, за науку.[2]